# Takumi Tsutsui
Takumi Tsutsui (筒井 巧, Tsutsui Takumi), (Osaka,3 de julho de 1964), é um ator, dublê e dublador japonês, conhecido do público brasileiro por ter interpretado Toha Yamaji, o protagonista ninja da série tokusatsu Jiraiya O Incrivel Ninja, em 1988. Ele também aparece no episódio 20 de Winspector, o "Soco Mortal", como Aizawa, um jovem boxeador que testemunha um assalto a um banco e descobre que o ladrão é seu melhor amigo Narita. O personagem de Takumi faz de tudo pra que seu amigo volte ao normal. Também teve uma participação no filme Tokusou Sentai Dekaranger: 10 Years Later. Takumi atualmente trabalha como ator e dublador de filmes americanos no Japão.  Ele visitou o Brasil, sendo que as últimas foram em 2013, 2014 e 2017, quando veio junto com Akira Kushida, que dentre seus sucessos canta a musica de abertura de Jiraiya e, sozinho, tendo sido entrevistado no programa The Noite com Danilo Gentili. Takumi adora participar de maratonas de corrida e ele é muito bom em tênis de mesa.  Dublado no Brasil por Mauro Eduardo em Jiraiya e por Ulisses Bezerra em Winspector.

## Alguns trabalhos realizados
- Oyako Senso (1984)
- Hagure Keiji (1984)
- Sekai Ninja Sen Jiraiya (1988)
- Tondeiru! Hiraga Gennai (1989)
- Sakamoto Ryouma (1989)
- Mito Komon, temporada 19 (1989)
- Winspector (1990) episódio 20
- Fushigi Shoujo Nile na Thutmose (1991)
- Abarenbo Shogun (1991-1997)
- Yurusarenu Uta (1992)
- Oroshiyakoku Suimutan (1992)
- Kantsubaki (1992)
- Tsuribaka Nisshi (1993-2009)
- Salaryman Senka (1995)
- Ryoma ga Yuku (1997)
- Setouchi Moonlight Serenade (1997)
- Gujo-Ikki (2000)
- Kusa no Ran (2004)
- NIN×NIN Ninja Hattori-kun THE MOVIE (2004)
- Haha no iru basho (2005)
- Ultraseven X (2007) Episódio 5
- Kabei - Our Mother (2008)
- Solomon no Gushou Kohen - Saiban (2015)
- Kamen Rider Ghost (2015) episódios 39 e 40
- Vários comerciais
- Informação tirada do site Jiraiya Fan Club.

## Na Bujinkan
Takumi Tsutsui foi nomeado por Masaaki Hatsumi, 34º soke de Togakure e fundador da Bujinkan Budo Taijutsu, como o 35º soke da escola Togakure Ryu Ninpo.